# Els vuit eliminats
Els vuit eliminats (títol original: Eight Men Out) és una pel·lícula estatunidenca escrita i realitzat per John Sayles, estrenada l'any 1988. Ha estat doblada al català

## Argument
Basat en la història de l'escàndol de l'equip de beisbol dels mitjons blancs l'any 1919. El propietari dels mitjons blancs de Chicago, Charlie Comiskey, té poca inclinació per recompensar l'espectacular temporada que està realitzant el seu equip. Quan un sindicat del joc dirigit per Arnold Rothstein es fa eco del descontentament de la plantilla, li ofereix a algunes de les seves estrelles -incloent al pitcher Eddie Cicotte, a l'infielder Buck Weaver i a l'outfielder "mitjons" Joe Jackson- més diners per jugar per sota de les seves possibilitats en les sèries mundials contra els Cincinnati Reds.

## Repartiment
- John Cusack: George Weaver
- David Strathairn: Eddie Cicotte
- Michael Rooker: Arnold Gandil
- John Mahoney: William Gleason
- Don Harvey: Charles Risberg
- Charlie Sheen: Oscar Felsch
- D. B. Sweeney: Joseph Jackson
- Christopher Lloyd: Bill Burns
- Richard Edson: Billy Maharg
- Clifton James: Charles Comiskey
- Michael Lerner: Arnold Rothstein
- Gordon Clapp: Ray Schalk
- Kevin Tighe: Joseph Sullivan
- John Sayles: Ring Lardner
- Studs Terkel: Hugh Fullerton
- James Read: Claude Williams
- Bill Irwin: Eddie Collins
- Michael Mantell: Abe Attell
- Jace Alexander: Dickey Kerr
- Perry Lang: Fred McMullin
- Brad Garrett: Peewee
- Tay Strathairn: Bucky
- Wendy Makkena: Kate Jackson
- Maggie Renzi: Rosa Cicotte
- Nancy Travis: Lyra Williams

## Nominacions
- 1996: Satellite Awards: Nominada a millor pel·lícula dramàtica i guió original

## Crítica
- *Sayles munta uns altra de les seves interessants intrigues, en aquesta ocasió amb uns suborns esportius com a teló de fons.[3]